# Reef Bay Trail helleristninger
Reef Bay Trail helleristningerne er en gruppe af Taíno-helleristninger, der findes i Virgin Islands National Park på øen Sankt Jan, som var en del af det tidligere Dansk Vestindien, og det nuværende Amerikanske Jomfruøer. Helleristningerne ligger i en del af parken kaldet Reef Bay Trail.
Nogle af helleristningerne er mejslet ind i sten lige over en lille dam, og man antager at de er symboler for "vand". Der er ingen eksakt måde at bekræfte, om de er originale Taíno-helleristninger, men den mest udbredte teori er, at de er fra præcolumbianske indbyggere på øen.
En ny helleristning blev fundet i 2011 efter adskillige personer fra en organisation kaldet "Friends of the Park" ("Parkens venner") arrangerede en undersøgelse af området. Dette skete, da et gammelt fotografi viste en helleristning, som ingen kendte til. Det nyest fundne symbol antages at være flere tusinde år gammelt, og minder i stil meget om keramik fra Saladoid-kulturen.
Helleristningsstedet blev listet under navnet Petroglyph Site i National Register of Historic Places den 7. juli, 1982.